# Privilegierter Gerichtsstand
Ein Privilegierter Gerichtsstand, lateinisch forum privilegiatum, ist ein Gerichtsstand, der in Abweichung von der üblichen Zuständigkeit für eine bestimmte Gruppe vorgesehen, die daher nur vor diesem Gericht Klage führen oder verklagt werden können. In vormodernen Gesellschaften waren solche Regeln weit verbreitet und beruhten auf dem Grundsatz, dass mit Vorrechten ausgestattete Gruppen wie Klerus und Adel nur von Standesgleichen (oder Standeshöheren) gerichtet werden dürften. Der privilegierte Gerichtsstand konnte allgemein oder nur für bestimmte Rechtsmaterien gelten.

## Privilegierte Gerichtsstände des Adels
Insbesondere der Adel verfügte traditionell über privilegierte Gerichtsstände. Die Vorstellung, dass ein niedrigadliger oder gar bürgerlicher Richter über einen Adligen richten könne, der in der Hierarchie des Adels über dem Richter steht, stand im deutlichen Widerspruch zu den Wertvorstellungen im Feudalismus. Üblicherweise war daher eine Klage gegen Adlige im HRR nicht vor den üblichen Eingangsgerichten möglich. Die Klage musste direkt vor höheren Gerichten, wie den Hofgerichten oder beim Herrscher selbst geführt werden.
Reichsstände und deren Angehörige unterlagen gar nicht der Jurisdiktion der einzelnen Territorien. Privilegierter Gerichtsstand für diese war das Reichskammergericht bzw. der Reichshofrat.
Im Deutschen Bund blieben vergleichbare Regelungen in Kraft. Die Deutsche Bundesakte regelte in Art. 14 (3), das Standesherren ein Recht auf einen Privilegierten Gerichtsstand für sich und ihre Familien hatten.
Sehr viele einzelstaatliche Regelungen regelten darüber hinaus auch privilegierte Gerichtsstände für niedrigere Adlige. Mit der Märzrevolution 1848 wurden die privilegierten Gerichtsstände überwiegend abgeschafft.
Während in Deutschland nach der Novemberrevolution die Vorrechte des Adels abgeschafft wurden, gelten diese in Monarchien weiter. So ist der Tribunal Supremo, das höchste spanische Gericht, privilegierter Gerichtsstand für die Mitglieder der Königsfamilie.

## Privilegierte Gerichtsstände für andere Gruppen
Neben den Adligen verfügten vielfach auch andere Gruppen über Privilegierte Gerichtsstände. Dies waren z. B. Staatsbeamte, Hochschulangehörige, Rittergutsbesitzer, Ausländer, aber auch Juden.
Daneben bestanden für einzelne Gruppen gesonderte Gerichtszweige, die auch für zivil- und strafrechtlich Prozesse zuständig waren. Für Militärangehörige waren dies die Militärgerichte, für Universitätsangehörige die Universitätsgerichte und für Angehörige des Klerus die Kirchengerichte.